# Traco Electronic Aktiengesellschaft
Die Traco Electronic Aktiengesellschaft ist ein Familienunternehmen mit Sitz in Baar. Das Unternehmen sowie die Tochterunternehmen vertreiben unter der Handelsmarke Traco Power Netzteile und Konverter aus dem High-Tech-Industriebereich.
Das Kürzel TraCo ist auf das ursprünglich gegründete Unternehmen Traco -Trading Company Ltd. zurückzuführen.
Es entwickelt und vertreibt DC/DC Wandler, AC/DC Schaltnetzteile und Stromversorgungslösungen.
Traco Power besteht aus verschiedenen Schweizer Gesellschaften mit Hauptsitz, Verkauf, Lager und Speziallabor in Baar – sowie aus Verkaufsgesellschaften in Deutschland (Ismaning) und den USA (San Jose und Boston) und Frankreich (Paris). Die hauseigene Entwicklungsabteilung sitzt in Irland (Wexford). Als Hersteller greift Traco auf 50 Entwickler und Partner zurück. Die Traco Power Gruppe beschäftigt 120 Mitarbeiter und hat 60 Vertriebspartner weltweit.

## Geschichte von Traco Power
Die Traco Power Gruppe entstand mit der Gründung im Jahre 1944 durch Herrn Hans Caspar, einem ehemaligen Schweizer Betriebswirtschafter.
Das erste Unternehmen lautete auf den Namen Traco Trading Company Limited. In den 40er Jahren beschäftigte sich die Traco Trading Co. Ltd. mit dem Import und Vertrieb von Fotoapparaten, Radios und elektronischen Bauteilen. Diese wurden vorwiegend aus Japan, Amerika und Italien importiert und wurden über eigene Vertreter in den Elektrofachhandel gebracht.
Um 1946 importierte Hans Caspar einige der ersten Tonbandgeräte weltweit. Diese wurden von der Firma Bush Development als Nachfolger des Diktiergerätes BK 40 eigens für den amerikanischen Markt entwickelt. Der Erfolg mit diesen Geräten blieb aus, da diese nicht nur durch ihre Störanfälligkeit, sondern auch wegen der Konzeption für 110 Volt bei 60 Hz für den Schweizer Markt ungeeignet waren.
Bis 1949 lagerten diese Geräte im Keller von Herrn Caspar, bis durch Herrn Ernst M. Egli der Kontakt zu Willi Studer hergestellt wurde. Dieser wurde beauftragt, die Soundmirror Tonbandgeräte für den Schweizer Markt umzubauen. Willi Studer entschloss sich aber, ein eigenes Tonbandgerät herzustellen und dieses von Grund auf besser zu konstruieren.
Die Traco Trading Co. Ltd. hat die Dynavox getauften Geräte exklusiv vertrieben und dies bescherte dem Unternehmen unter anderem einen derartigen Erfolg, dass in den 70ern der Geschäftsbereich Traco Electronic Company Limite für Eigenentwicklungen gegründet wurde. Dieser Schritt gilt seither als Meilenstein in der heutigen Unternehmensgruppe. Die Traco Electronic Co. Ltd., auch TRACO genannt, begann sich auf komplexe Netzteile und Gleichspannungswandler zu fokussieren und etablierte sich zu einem der Marktführer in diesem Segment.
Mit der Convertec Ltd., heute Traco Power Solutions Ltd., in Wexford, Irland, wurde dieser Fokus bestärkt. Die Traco Power Solutions Ltd. mit seinen rund 40 Mitarbeitern wird durch Werner Wölfle geführt.
In Deutschland wurde im Jahr 1989 die Comptek Elektronik GmbH mit Sitz in Ismaning gegründet. Diese wurde im Jahre 2000 zur Traco Electronic GmbH umbenannt und beschäftigt zurzeit rund 20 Mitarbeiter.
Im Jahre 2013 verlegte die Traco Electronic Co. Ltd. den Hauptsitz von Zürich nach Baar, Kanton Zug (Schweiz). Im Jahr 2016 übergab Rolf Caspar, Enkel des Firmengründers, die operative Führung der Traco Power Gruppe nach 17 Jahren an Herrn Markus Dalla Monta (CEO) und Herrn Adrian Berger (CFO) und fokussiert sich seither auf die Rolle des Präsidenten des Verwaltungsrates.
Ebenfalls im Jahr 2016 wurde die Traco Power North America, Inc., in San Jose (USA) gegründet. Zwei Jahre später (2018) wurde eine Niederlassung in Paris eröffnet unter dem Namen Traco Power France.

## Anwendungsbereiche der Produkte von Traco Power
Schwerpunkte in der Anwendung der Traco Power Produkte sind die Bereiche Medizin, Bahntechnik, Industrieautomation, Mess- und Prüftechnik, Steuer- und Regelungstechnik, Kommunikation, Sicherheitstechnik und Robotik. Traco gilt als Vorreiter mit seinen Produkten, was unter anderem daran liegt, dass die Stromversorgungen für Medizinprodukte den ISO 14971 und ISO 13485 Standards unterlegen und nach IEC/EN/ES 60601-1-3 3rd Edition für 2xMOPP zertifiziert sind. Parallel sind die TRACO Power DC/DC Wandler mit dem Anwendungsgebiet der Bahntechnik nach EN 50155 und EN 61373 geprüft. Die Gleichspannungswandler von Traco Power werden bevorzugt bei kritischen Anwendungen verwendet, was an ihrer hohen Zuverlässigkeit und Unabhängigkeit vom Wetter liegt. Dies kann auch bei der Steuerung von Elektromagneten bei Teilchenbeschleunigern, in der Arktis bei Forschungszentrum oder bei Energieverteilern in 10 km Meerestiefe der Fall sein. Am 26. Juli 2016 landete Solar Impulse – das erste komplett durch Sonnenenergie betriebene Flugzeug – in Abu Dhabi. Dieses wurde mit den DC/DC Wandlern von Traco Power ausgerüstet.

## Tochterunternehmen
- Traco Holding AG[12]
- Traco Industrietechnik AG[13]
- Traco Power Ltd[14]
- Traco Electronic GmbH[15]
- Traco Power North America Inc.[16]
- Traco Power Solutions Ltd.[17]
- Traco Power France[18]